# Hove (Royaume-Uni)
Pour les articles homonymes, voir Hove.
Hove est une ville située sur la côte sud de l'Angleterre dans le Sussex, à l'ouest de la ville voisine de Brighton, beaucoup plus peuplée. Hove, Brighton et quelques villages de la côte forment une même conurbation. Après une réforme de l'administration territoriale en 1997, les villes de Brighton et de Hove ont fusionné pour créer l'autorité unitaire de Brighton et Hove.

## Jumelage
- Draveil (France)

## Personnalités liées à la commune
- Victoria Lidiard, suffragette, y est morte.
- Mary Phillips (1880-1969), suffragette, y est morte.
- Herbert Williams (1908-1990), champion olympique de voile en 1956, est né à Hove.
- Meg Steinheil, héroïne du drame qui a emporté le président de la république Française Félix Faure.
- Roger Quilter, compositeur est né à Hove.